# Paul Barber
Paul Barber, född den 21 maj 1955 i Peterborough, Storbritannien, är en brittisk landhockeyspelare.
Han tog OS-brons i herrarnas landhockeyturnering i samband med de olympiska landhockeytävlingarna 1984 i Los Angeles.
Därefter tog Barber OS-guld i herrarnas landhockeyturnering i samband med de olympiska landhockeytävlingarna 1988 i Seoul.